# Pro eximia tua
Pro eximia tua   (latin de « Pour votre honneur ») est la deuxième encyclique du pape Benoît XIV, publiée le 30 juin 1741 et condamnant certains abus liés aux offrandes de messes dans le diocèse du Piémont. Bien qu'adressée à Mgr Gian Francesco Arborio di Gattinara, archevêque de Turin, et non à l'ensemble des évêques et archevêques, cette lettre est bien considérée comme encyclique, Benoît XIV la nommant ainsi.